# Beurré Hardy (pera)
Beurré Hardy (en España: 'Mantecosa Hardy') es una variedad cultivar de pera europea Pyrus communis. Esta pera está cultivada en la colección de la Estación Experimental Aula Dei (Zaragoza), identificada como 'Mantecosa Hardy'. De esta pera está muy difundido su cultivo en España, aunque es originaria de la zona Boulogne-sur-Mer ( Francia). Las frutas tienen una carne tierna teñida de blanco rosado con un sabor a agua de rosas.

## Sinonimia
- "Mantecosa Hardy" en E.E. de Aula Dei (Zaragoza) España.[1][7][8]
- "Hardy",
- "Gellert",
- "Gellerts Butterbirne".

## Historia
Su origen se sitúa en Francia, pera muy antigua, según André Leroy criada alrededor de 1820 procedente de una semilla, por M. Bonnet, amigo del Dr. Van Mons, en Boulogne-sur-Mer, Francia. Lleva el nombre de M. Hardy director de los Jardin du Luxembourg. Introducido en los circuitos comerciales alrededor de 1940.
Consta una descripción del fruto: Leroy, 1867 : 379; Kessler, 1949 : 87; Vandendael et al, 1954; Baldini y Sacaramuzzi, 1957 : 289; CTIFL, 1967 y en E. E. Aula Dei.
En España 'Mantecosa Hardy' está considerada incluida en las variedades locales autóctonas muy antiguas, cuyo cultivo se centraba en comarcas muy definidas. Se caracterizaban por su buena adaptación a sus ecosistemas y podrían tener interés genético en virtud de su adaptación. Se encontraban diseminadas por todas las regiones fruteras españolas, aunque eran especialmente frecuentes en la España húmeda. Estas se podían clasificar en dos subgrupos: de mesa y de cocina (aunque algunas tenían aptitud mixta).
'Mantecosa Hardy' es una variedad clasificada como de mesa, difundido su cultivo en el pasado por los viveros comerciales y cuyo cultivo en la actualidad se ha reducido a huertos familiares y jardines privados.
'Beurré Hardy' está cultivada en diversos bancos de germoplasma de cultivos vivos tales como en National Fruit Collection (Colección Nacional de Fruta) de Reino Unido con el número de accesión: 1973-328 y Nombre Accesión : Beurre Hardy (LA).

## Características

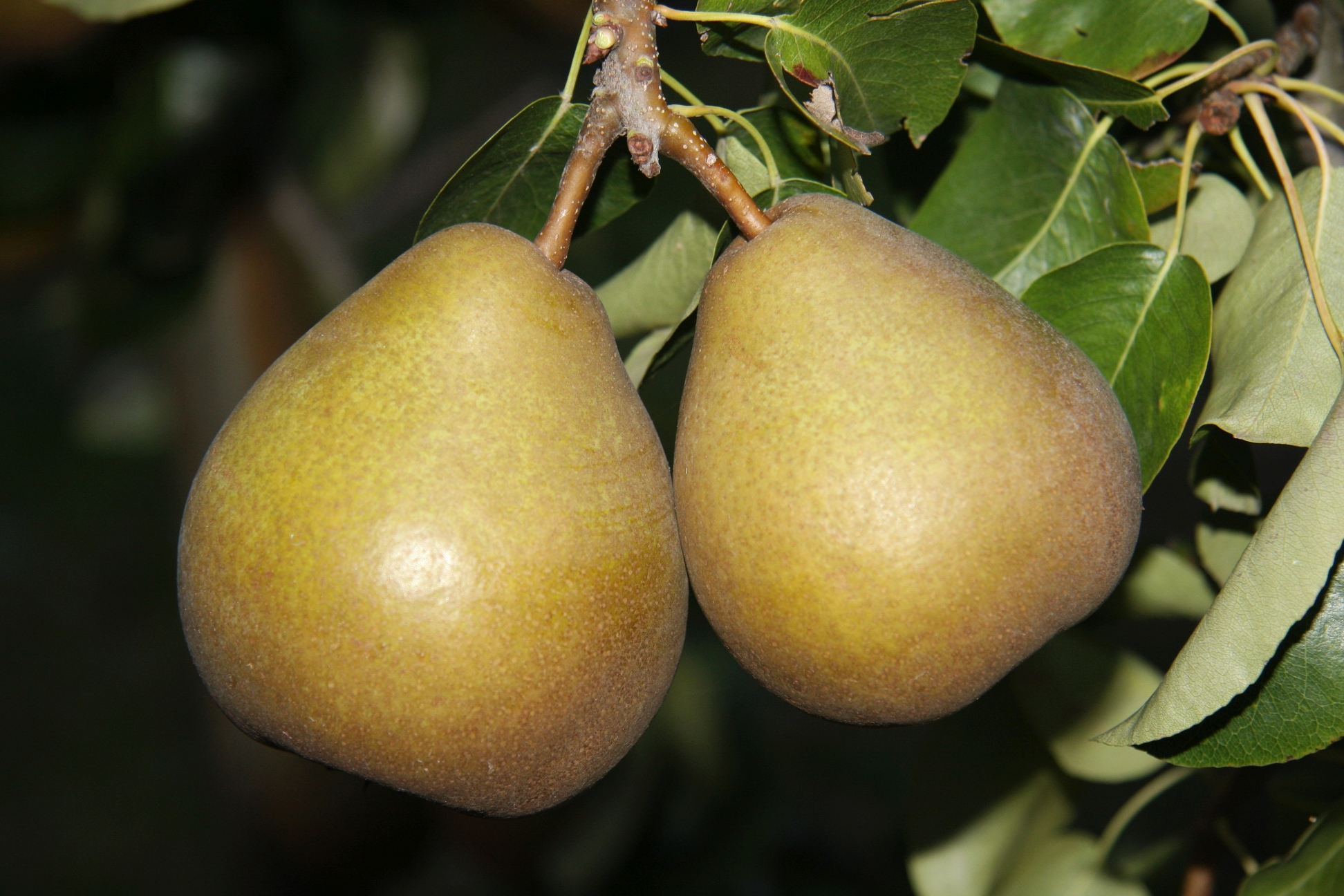
Las peras 'Beurré Hardy' maduras en el árbol.

El peral de la variedad 'Mantecosa Hardy' tiene un vigor medio; árbol de extensión erguida. Tiene un tiempo de floración con flores blancas que comienza a partir del 17 de abril con el 10% de floración, para el 24 de abril tiene una floración completa (80%), y para el 6 de mayo tiene un 90% caída de pétalos; tubo del cáliz mediano, en forma de embudo con conducto corto, y con estambres tupidos, que nacen inmediatamente encima de la base de los sépalos.
La variedad de pera 'Mantecosa Hardy'  tiene una talla de fruto medio; forma muy variable doliforme, redondeada, piriforme, turbinada u oval, con un peso promedio de 167,00 g, sin cuello o con cuello muy ligero, simétrico o asimétrico, contorno redondeado; piel ruda, algo áspera, seca, epidermis con color de fondo amarillento verdoso o verde oliváceo, recubierto total o parcialmente de una capa ruginosa-"russeting" suave, bronceado-verdoso o rojiza, muy característica, con un sobre color lavado rojo oscuro apagado, importancia del sobre color medio, y patrón del sobre color chapa, presentando un rubor rojo oscuro apagado, algo indefinido si está bajo la capa ruginosa, las lenticelas puntos ruginosos-"russeting" bastante marcado, de forma irregular, estrellado, sin aureola. destaca sobre la chapa  por ser más claro que éstas, "russeting" (pardeamiento áspero superficial que presentan algunas variedades) de alto a muy alto (51-100%); pedúnculo de longitud mediano o corto, grueso, leñoso o ligeramente carnoso, fuertemente engrosado, en forma de botón en el extremo superior, casi recto, implantado derecho o ligeramente oblicuo al costado de un mamelón poco pronunciado, cavidad peduncular nula o casi superficial; anchura de la cavidad calicina mediana o estrecha, poco profunda, lisa, con borde algo ondulado; ojo mediano, abierto. Sépalos extendidos o erectos con las puntas divergentes.
Carne de color blanco amarillento; textura mantecosa, jugosa, fundente; sabor aromático, dulce, ligeramente astringente; corazón pequeño, fusiforme. Eje abierto. Celdillas pequeñas. Semillas pequeñas, alargadas, muy puntiagudas, espolón pequeño pero bien acusado, color castaño rojizo con partes casi negras.
La pera 'Mantecosa Hardy' tiene una época de maduración y recolección de 10 de septiembre a 20 de septiembre, puede consumirse inmediatamente o almacenarse hasta octubre. No es adecuado para un almacenamiento más prolongado, por ejemplo, en una cámara frigorífica. Se usa sobre todo como pera de mesa.

## Polinización
Los posibles polinizadores son 'Clapp's Favorite', 'Bonne Louise d'Avranches' y 'Williams' Bon Chretien'.